# Brothers and Sisters (álbum)
Brothers and Sisters es el cuarto álbum de estudio de la banda estadounidense de rock The Allman Brothers Band, publicado en agosto de 1973 por Capricorn Records y producido por Johnny Sandlin y el propio grupo. Tras la muerte del guitarrista Duane Allman en 1971, la agrupación publicó Eat a Peach, una compilación de temas de estudio y en directo que se convirtió en su mayor éxito hasta entonces. Un año después del fallecimiento de Allman, el bajista Berry Oakley perdió la vida en un accidente de motocicleta similar al del guitarrista. 
A pesar de estas dos pérdidas, la banda decidió continuar su carrera con el ingreso de dos nuevos miembros: Chuck Leavell como pianista y Lamar Williams como bajista. Brothers and Sisters fue grabado durante un periodo de tres meses en los estudios Capricorn Sound en Macon, Georgia. El guitarrista Dickey Betts asumió el papel de líder del grupo y muchas de sus composiciones reflejan una mayor orientación hacia el country. La agrupación decidió no reemplazar a Duane Allman por otro guitarrista principal, aunque los músicos de sesión Les Dudek y Tommy Talton tocaron este instrumento en algunas canciones. El álbum fue producido en paralelo al debut en solitario del vocalista y organista Gregg Allman, Laid Back, y ambos comparten varios músicos e ingenieros. El disco supuso el mayor éxito comercial de The Allman Brothers Band y permaneció durante cinco semanas en la primera posición del Billboard 200. Adicionalmente, el sencillo «Ramblin' Man» alcanzó el segundo puesto del Billboard Hot 100.

## Antecedentes

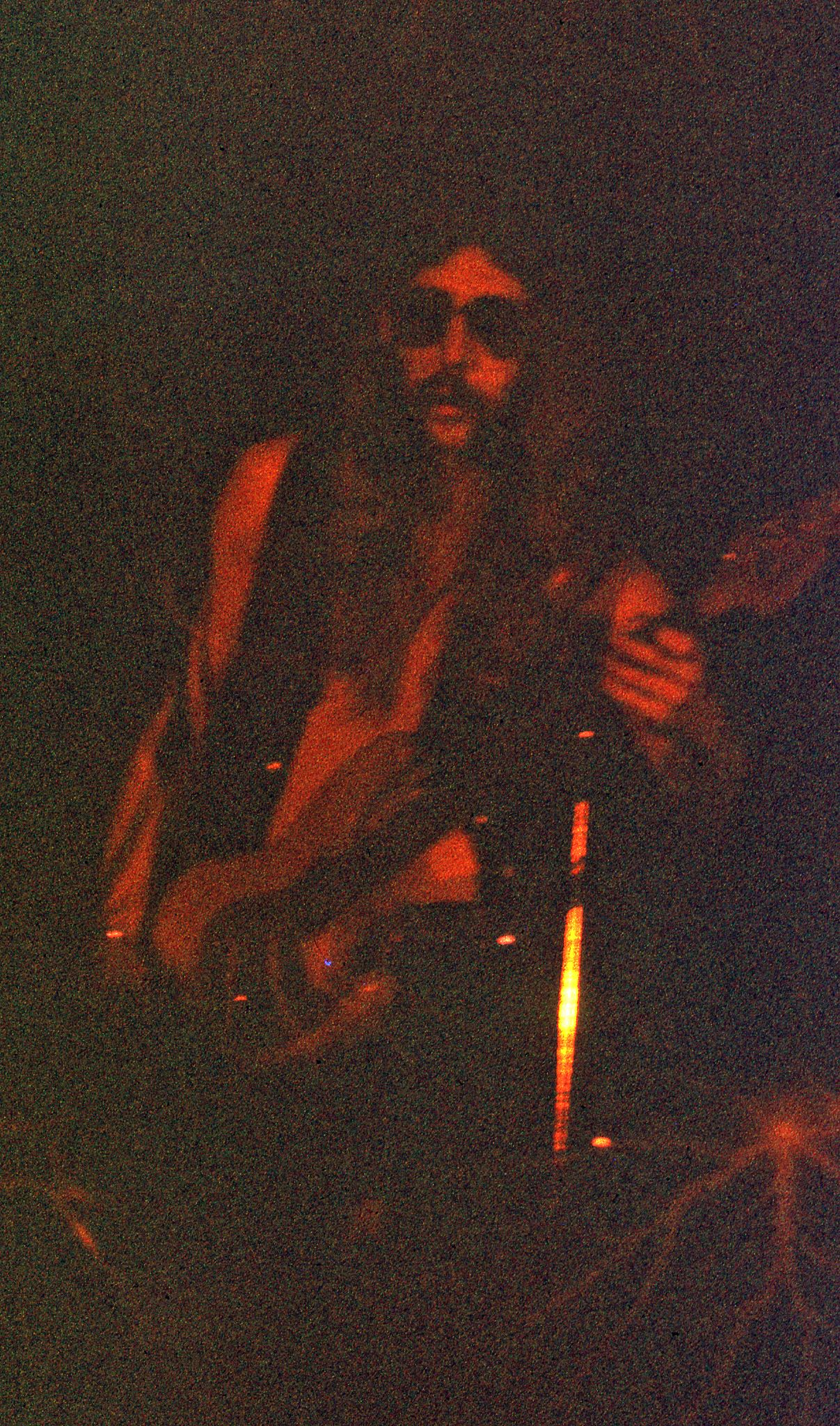
Berry Oakley actuando en Nueva York, en abril de 1972.

Poco después de la muerte del guitarrista Duane Allman en 1971, The Allman Brothers Band publicó Eat a Peach, un álbum de temas en directo y de estudio que se convertiría en su mayor éxito hasta entonces al alcanzar la cuarta posición del Billboard 200 y conseguir una certificación de platino de la RIAA. El grupo también aprovechó para adquirir por 160 000 USD unos terrenos en Juliette, Georgia a los que apodaron como «The Farm» —en español: La granja— y que pronto se convertiría en su lugar de reunión. El bajista Berry Oakley quedó afectado por el fallecimiento de Allman y comenzó a consumir alcohol y drogas, lo que le hizo perder peso de forma notoria. Según sus amigos y familiares, el bajista parecía haber perdido «toda esperanza, su corazón, su unidad, su ambición y su dirección» tras la muerte del guitarrista.
Durante las sesiones de grabación de su siguiente álbum, el vocalista y organista Gregg Allman también comenzó a trabajar en su debut en solitario, Laid Back, y en ocasiones las grabaciones se hicieron en paralelo. El pianista Chuck Leavell fue contratado para participar en el disco de Allman, pero poco a poco comenzó a participar también con la banda. El vocalista y Betts decidieron ayudar a Oakley a que dejara de consumir alcohol, y para ello se tomaron algunos recesos durante la producción del álbum para cuidar de él y llevarlo a sitios de esparcimiento. El 11 de noviembre de 1972, Oakley, ligeramente ebrio y satisfecho tras dirigir una improvisación con el resto de la banda; estrelló su motocicleta contra un autobús, a escasos metros de donde Duane Allman había fallecido. Tras el choque, el bajista rechazó la ayuda médica y se fue a casa, sin embargo; el traumatismo fue en aumento y tuvo que ser trasladado a un hospital donde falleció de un edema cerebral. Oakley fue enterrado en el cementerio de Rose Hill, Georgia, junto a la tumba del guitarrista.
La banda decidió por unanimidad continuar su carrera y hacer audiciones a varios bajistas. De entre todos los candidatos la agrupación seleccionó a Lamar Williams, un amigo de la infancia del percusionista Jai Johanny Johanson, que acababa de regresar de Vietnam tras dos años de estancia con el ejército.

## Grabación y producción

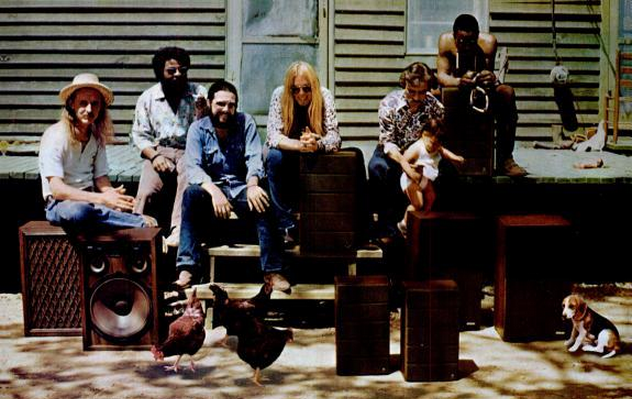
The Allman Brothers Band en «The Farm», en Juliette, Georgia (1973).

The Allman Brothers Band comenzó la grabación de Brothers and Sisters en el otoño de 1972 en los estudios Capricorn en Macon, Georgia. El conjunto previamente había comenzado a ensayar los nuevos temas en verano. Gregg Allman mostró a sus compañeros una canción titulada «Queen of Hearts», en la que había trabajado durante un año, pero ninguno le prestó mucha atención. Este frustrante hecho llevó al vocalista a comenzar a trabajar en Laid Back, su debut en solitario. Por su parte, la grabación de Brothers and Sisters fue un proceso sencillo después de que Williams grabara la tercera pista, «Come and Go Blues».
Dickey Betts se convirtió de facto en el líder del grupo durante la grabación. Según el mánager Willie Perkins: «No fue como si Dickey llegara y dijera: “Yo me hago cargo, soy el jefe”. Todavía era supuestamente una democracia pero Dickey empezó a participar más y más en el proceso de composición». Las primeras canciones grabadas fueron «Wasted Words» y «Ramblin' Man», esta última ligeramente orientada hacia el country rock. Originalmente, la banda era reacia a registrar «Ramblin' Man»; según el baterista Butch Trucks «era una buena canción, pero no sonaba como nosotros». No obstante, la agrupación comenzó a orientarse hacia el sonido country de Betts.
El conjunto era adverso a reemplazar a Duane Allman, aunque el guitarrista Les Dudek, un amigo de Betts, grabó «Ramblin' Man» y «Jessica». El boca a boca llevó al guitarrista a creer que había conseguido el puesto como nuevo miembro de The Allman Brothers Band, aunque según Trucks «nadie iba a reemplazar a Duane y la simple idea de hacerlo era exasperante para nosotros». Después de terminar la grabación, Dudek interpretó en vivo con artistas como Boz Scaggs o Steve Miller Band.

## Composición

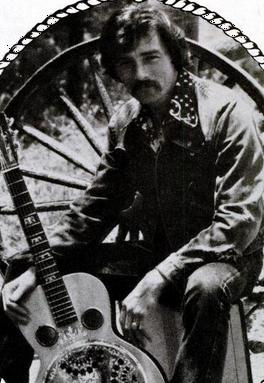
Dickey Betts fue el principal compositor del álbum.

«Ramblin' Man» fue creada durante las sesiones de grabación de Eat a Peach. Una versión alternativa puede escucharse en el bootleg The Gatlinburg Tapes, que contiene una improvisación de la banda grabada en abril de 1971 en Gatlinburg, Tennessee.
Betts y Dudek coescribieron la pista instrumental «Jessica», aunque solo el primero fue reconocido como compositor. Betts creó el tema como un experimento para probar si podía componer una pieza que se pudiera tocar con sólo dos dedos, en homenaje al guitarrista de jazz Django Reinhardt, quien únicamente tocaba con dos dedos de la mano izquierda debido a una grave quemadura. Al ver a su hija Jessica botar al ritmo de la melodía, Betts intentó capturar su estado de ánimo en la pieza. Dudek, aunque fue quien compuso el puente, sólo grabó la guitarra acústica del comienzo debido a que Betts sentía que si tocaba las armonías tanto de «Ramblin' Man» como de «Jessica» llevaría a los críticos a pensar que el guitarrista era un nuevo miembro del grupo. Chuck Leavell también contribuyó de manera significativa en la pista, especialmente en los arreglos.
«Jelly Jelly», compuesta por Gregg Allman, fue la última canción grabada para Brothers and Sisters. Contiene letras extraídas del tema homónimo de Bobby Bland, aunque con una melodía y unos arreglos muy diferentes. La pista que cierra el álbum es «Pony Boy» que muestra la guitarra acústica slide de Betts. Fuertemente inspirada por Robert Johnson y Blind Willie McTell,  está basada en una historia verdadera sobre el tío del guitarrista, quien utilizaba su caballo para evitar que lo acusaran de conducir bajo los efectos del alcohol porque el caballo sabía volver solo a casa. Lamar Williams tocó un contrabajo para mantener el sonido acústico de la canción, mientras que Trucks grabó los golpes que proporcionaba al suelo con una tabla de madera.

## Diseño artístico
Las fotos de la portada y el libreto fueron tomadas en «The Farm». La portada muestra al hijo de Butch Trucks, Vaylor, y la contraportada a Brittany, la hija de Berry Oakley. Adicionalmente, el libreto incluye una fotografía de los miembros de la banda y sus respectivas familias. Sobre la sesión fotográfica Brittany Oakley comentó al respecto en 1996: «Tengo un recuerdo casi onírico de lo que sucedió —fiesta, gente dando cerveza a los caballos, personas yendo y viniendo—». Sin embargo, señaló que a pesar de los buenos recuerdos «fue doloroso» ya que la fotografía fue tomada después de la muerte de su padre. Varios años más tarde Vaylor Trucks ingresó en la Universidad Estatal de Florida, donde formó una banda. Para promover un concierto, colgó pósteres con la portada del álbum y el título «Have you seen me lately?» —en español: ¿Me has visto recientemente?—. Las entradas para el concierto se agotaron por completo.

## Lanzamiento

### Recepción comercial
Brothers and Sisters tuvo un gran éxito al poco de su lanzamiento, y en menos de cuarenta y ocho horas de su distribución fue certificado como disco de oro por la RIAA. La discográfica Capricorn Records atribuyó estas buenas ventas iniciales a los aficionados incondicionales del grupo que ya habían adquirido sus anteriores trabajos. En sus primeras tres semanas, el álbum vendió 760 000 copias, por lo que es uno de los trabajos con mejores ventas en tan poco tiempo en la historia de Warner Records, de la cual Capricorn era subsidiaria. Brothers and Sisters fue el disco de The Allman Brothers Band con mejor posicionamiento en las listas; permaneció cinco semanas en el primer puesto del Billboard 200 y se situó en la posición cuarenta y dos del UK Albums Chart.
Los ejecutivos de Capricorn dudaron si editar «Wasted Words» o «Ramblin' Man» como primer sencillo. Dick Wooley, director de promoción, envió varias cintas promocionales de «Ramblin' Man» a emisoras de radio de Atlanta y Boston donde tuvieron una «fenomenal recepción por parte de los oyentes». La canción fue un éxito en las radios de amplitud modulada y llegó a la segunda posición del Billboard Hot 100. Curiosamente, el primer puesto lo ocupó «Half-Breed» de Cher, que posteriormente contraería matrimonio con Gregg Allman. «Jessica» fue el siguiente sencillo y alcanzó la posición sesenta y cinco del Billboard Hot 100 además de convertirse en un tema emblemático de las emisoras orientadas hacia el rock clásico.
Brothers and Sisters consiguió una certificación de platino de la RIAA por la venta de un millón de copias en Estados Unidos y según un artículo de la revista People de 1996 ha vendido más de siete millones en todo el mundo.

### Recepción crítica
En el momento de su lanzamiento, el álbum recibió reseñas positivas. Bud Scoppa de Rolling Stone consideró que «el álbum no es una obra maestra pero la nueva banda ha demostrado que puede llevar adelante la obra de la vieja y agregar nuevos giros apropiados cuando es necesario. Finalmente han descubierto la forma de sentirse tan naturales en el estudio como enfrente de su gente. Es alentador ver a un grupo de semejante valía comercial y crítica trabajando para ser incluso mejor». Janis Schacht de Circus escribió: «Nunca, incluso a pesar de la adversidad, los Allman han dejado de hacer fuertes y orientados al hard rock álbumes de blues... Es otro continuo en la línea de productos de calidad de The Allman Brothers Band». Por su parte, Billboard lo llamó «un buen conjunto de blues/rock de esta buena banda que contiene las voces de Gregg Allman y Dickey Betts, y la excelente fusión instrumental por la que son particularmente conocidos».
Reseñas posteriores también han sido positivas. Bruce Eder de Allmusic comentó: «No es precisamente un álbum clásico, sobre todo teniendo en cuenta sus cuatro discos anteriores, pero sirvió como modelo para varias geniales actuaciones y demostró que la banda podía sobrevivir tras las muertes de dos miembros clave». Andrew Mueller de Uncut lo consideró como «un auge comercial indiscutible y el apogeo creativo» de la banda. Asimismo, Tony Rettman de Ultimate Classic Rock alabó el trabajo con la guitarra slide de Betts en «Wasted Words» y señaló que «Ramblin' Man» es «el equivalente sonoro de un cielo sin nubes». Rettman concluyó su crítica con lo siguiente: «Une “Southbound”, el fascinante tema instrumental “Jessica” y la pegada de “Pony Boy”, y tienes uno de los álbumes más perdurables del grupo».

## Gira
Tras completar Brothers and Sisters, The Allman Brothers Band regresó a sus compromisos en directo, esta vez en lugares más amplios, con más presupuesto; pero también con mayor falta de comunicación entre los miembros y mayor aumento del consumo de drogas por parte de estos. El culmen de los problemas fue una pelea entre bastidores cuando tocó con Grateful Dead en el RFK Stadium de Washington D. C., en junio de 1973. Los pipas de ambas agrupaciones comenzaron la contienda, a la que posteriormente se unieron los Hells Angels, que trabajaban como los encargados de la seguridad de Grateful Dead; como consecuencia el mánager Phil Walden despidió a tres de ellos. El grupo volvió a coincidir con Grateful Dead y con The Band en julio, en el circuito de carreras Watkins Glen International de Nueva York, que por aquel entonces estaba considerado como el mayor concierto de rock. Aunque la venta de entradas se limitó a 150 000, la audiencia se incrementó hasta las 600 000 personas, lo que provocó que fuera declarada zona de desastre. Butch Trucks destacó más tarde que la actuación de los tres juntos fue «una basura», ya que todos los involucrados estaban bajo la influencia de varias sustancias, entre ellas la cocaína, el alcohol y el LSD. Para promocionar el disco, la banda participó en un episodio del programa de televisión Don Kirshner's Rock Concert grabado en Macon y en el que también participó The Marshall Tucker Band.
El grupo se concentró en tocar en estadio y pabellones a medida que aumentaba su consumo de drogas. Hacia 1974, The Allman Brothers Band ganaba regularmente 100 000 USD por concierto y había alquilado el Starship, un Boeing 720 personalizado utilizado por Led Zeppelin y The Rolling Stones.

## Lista de canciones
| Lado 1 |                     |              |          |  |
| N.º    | Título              | Compositor   | Duración |  |
| 1.     | «Wasted Words»      | Gregg Allman | 4:20     |  |
| 2.     | «Ramblin' Man»      | Dickey Betts | 4:48     |  |
| 3.     | «Come and Go Blues» | Allman       | 4:54     |  |
| 4.     | «Jelly Jelly»       | Allman       | 5:46     |  |

| Lado 2 |              |            |          |  |
| N.º    | Título       | Compositor | Duración |  |
| 1.     | «Southbound» | Betts      | 5:11     |  |
| 2.     | «Jessica»    | Betts      | 7:31     |  |
| 3.     | «Pony Boy»   | Betts      | 5:51     |  |

Fuente: Allmusic.

## Créditos
| The Allman Brothers Band - Gregg Allman – voz principal, órgano, guitarra rítmica en «Wasted Words», coros en «Ramblin' Man» - Dickey Betts – guitarra líder, voz principal en «Ramblin' Man» y «Pony Boy», guitarra slide en «Wasted Words», dobro en «Pony Boy» - Berry Oakley – bajo en «Wasted Words» y «Ramblin' Man» - Jai Johanny Johanson – batería, congas en «Ramblin' Man» y «Jessica» - Butch Trucks – batería, percusión, timbales en «Jessica», congas en «Come and Go Blues» y «Jelly Jelly» - Chuck Leavell – piano, coros en «Ramblin' Man», piano eléctrico en «Jessica» y «Come and Go Blues» - Lamar Williams – bajo | Músicos adicionales - Les Dudek – guitarra colíder en «Ramblin' Man», guitarra acústica en «Jessica» - Tommy Talton - guitarra acústica en «Pony Boy» Producción - Johnny Sandlin – producción, ingeniería, remezcla - Ovie Sparks – ingeniería, remezcla - Buddy Thornton – ingeniería - George Marino – masterización - Judi Reeve – diseño gráfico - Dan Hudson, Jr. – fotografía - Bo Meriwether – fotografía - Barry Feinstein – diseño - Vicki Hodgett – diseño |

Fuente: Discogs.

## Posiciones en las listas
Álbum
| País           | Lista                 | Mejor posición | Ref.   |
| -------------- | --------------------- | -------------- | ------ |
| Alemania       | German Albums Chart   | 52             | [ 43 ] |
| Australia      | ARIA Albums Chart     | 2              | [ 44 ] |
| Canadá         | Canadian Albums Chart | 1              | [ 45 ] |
| España         | Top 100 Álbumes       | 97             | [ 46 ] |
| Estados Unidos | Billboard 200         | 1              | [ 27 ] |
| Japón          | Oricon Album Chart    | 101            | [ 47 ] |
| Países Bajos   | Mega Album Top 100    | 10             | [ 48 ] |
| Reino Unido    | UK Albums Chart       | 42             | [ 28 ] |

| País           | Lista                  | Mejor posición | Ref.           |                |                |                |                |                |                |                |                |                |                |
| «Ramblin' Man» | «Ramblin' Man»         | «Ramblin' Man» | «Ramblin' Man» | «Ramblin' Man» | «Ramblin' Man» | «Ramblin' Man» | «Ramblin' Man» | «Ramblin' Man» | «Ramblin' Man» | «Ramblin' Man» | «Ramblin' Man» | «Ramblin' Man» | «Ramblin' Man» |
| -------------- | ---------------------- | -------------- | -------------- | -------------- | -------------- | -------------- | -------------- | -------------- | -------------- | -------------- | -------------- | -------------- | -------------- |
| Australia      | ARIA Singles Chart     | 40             | [ 49 ]         |                |                |                |                |                |                |                |                |                |                |
| Canadá         | Canadian Singles Chart | 7              | [ 50 ]         |                |                |                |                |                |                |                |                |                |                |
| Estados Unidos | Billboard Hot 100      | 2              | [ 27 ]         |                |                |                |                |                |                |                |                |                |                |
| «Jessica»      |                        |                |                |                |                |                |                |                |                |                |                |                |                |
| Canadá         | Canadian Singles Chart | 37             | [ 51 ]         |                |                |                |                |                |                |                |                |                |                |
| Estados Unidos | Billboard Hot 100      | 65             | [ 27 ]         |                |                |                |                |                |                |                |                |                |                |